# Elecció papal de 1088
L'elecció papal de març de 1088 va ser convocada després de la mort de Víctor III, i acabà amb l'elecció del cardenal Otó de Chantillon, qui va prendre el nom d'Urbà II.

## Procés
Víctor III va morir el 16 de setembre de 1087 a Montecassino. Poc abans de la seva mort va recomanar com el seu futur successor al cardenal Otó de Chantillon. En aquell temps Roma estava sota el control de l'antipapa Climent III, que es mantenia gràcies al suport de l'emperador Enric IV del Sacre Imperi Romanogermànic, i no hi havia esperances d'un canvi ràpid. En aquesta situació, els partidaris de Víctor III es van reunir el 9 de març de 1088 a Terracina, sota la protecció de l'exèrcit normand, per triar el nou Papa.
A més dels cardenals bisbes (els únics amb dret a vot), en l'assemblea electoral celebrada en la concatedral dels Sants Pere i Cesareu, també hi havia els representants dels dos ordes menors de cardenals (preveres i diaques), així com 40 bisbes i abats, Benet, prefecte de Roma i Matilde de Canossa. Inicialment van ser proclamats els habituals tres dies de dejuni i oració, i es va aixecar la sessió el diumenge 12 de març. Aquest dia els cardenals i la resta dels presents, religiosos i laics, es van reunir de nou a la mateixa església.
Els Cardenals bisbes de Albano, Tusculum i Porto van proposar triar a Otó de Chantillon, cardenal bisbe d'Ostia, designat pel seu predecessor. Aquest va acceptar la seva elecció i va prendre el nom Urbà II. L'elecció va ser anunciada pel cardenal bisbe d'Albano, Pere Igneo. El mateix dia, Urbà va ser entronitzat i va celebrar la seva primera missa com a Papa. No va ser fins a novembre 1088 que Urbà II va poder viatjar a Roma.

## Participants

### Cardenals electors
Segons la butlla de Nicolau II In Nomini Domini (1059), només els cardenals bisbes amb seus suburbicàries podien triar al Papa. El març de 1088 hi havia sis Bisbes Cardenals:
| Elector                         | Títol Cardenalici | Elevat      | Papa                     | Notes |
| ------------------------------- | ----------------- | ----------- | ------------------------ | --- |
| Ubaldo                          | Bisbe de Savina   | 1063        | Alexandre                | |
| Giovanni Minuto                 | Bisbe de Tusculum | 1066        | Alejandro II             | Creat com a cardenal prevere de Santa María del Trastevere, promocionat a la seu suburbicària probablement el 1073 |
| Pere Igni, O.S.B. Vallombrose   | Bisbe d'Albano    | 1072        | Alexandre II             | Protodiaca, va anunciar l'elecció d'Urbà II                                                                        |
| Otó de Chantillon, O.S.B. Cluny | Bisbe d'Ostia     | 1080        | Gregori VII              | Papa electe |
| Giovanni                        | Bisbe de Porto    | 1085 o 1087 | Gregori VII o Víctor III | |
| Bruno                           | Bisbe de Segni    | 1079        | Gregori VII              | Canceller de l'Església Catòlica                                                                                   |

### Ajudants dels electors
Dos cardenals dels ordes menors, un cardenal prevere i un altre cardenal diaca, van assistir en l'elecció:
| Elector                       | Títol Cardenalici                                        | Elevat | Papa        | Notes                                                        |
| ----------------------------- | -------------------------------------------------------- | ------ | ----------- | ------------------------------------------------------------ |
| Rainier, O.S.B.               | Prevere de Sant Climent                                  | 1078   | Gregori VII | Abat de Sant Llorenç Extramurs; futur Pasqual II (1099-1118) |
| Oderisio de Marsi, O.S.B.Cas. | Diaca del Sagrat Palau del Laterà (diaconía desconeguda) | 1059   | Nicolau II  | Abat de Montecassino                                         |